# Ribacoa

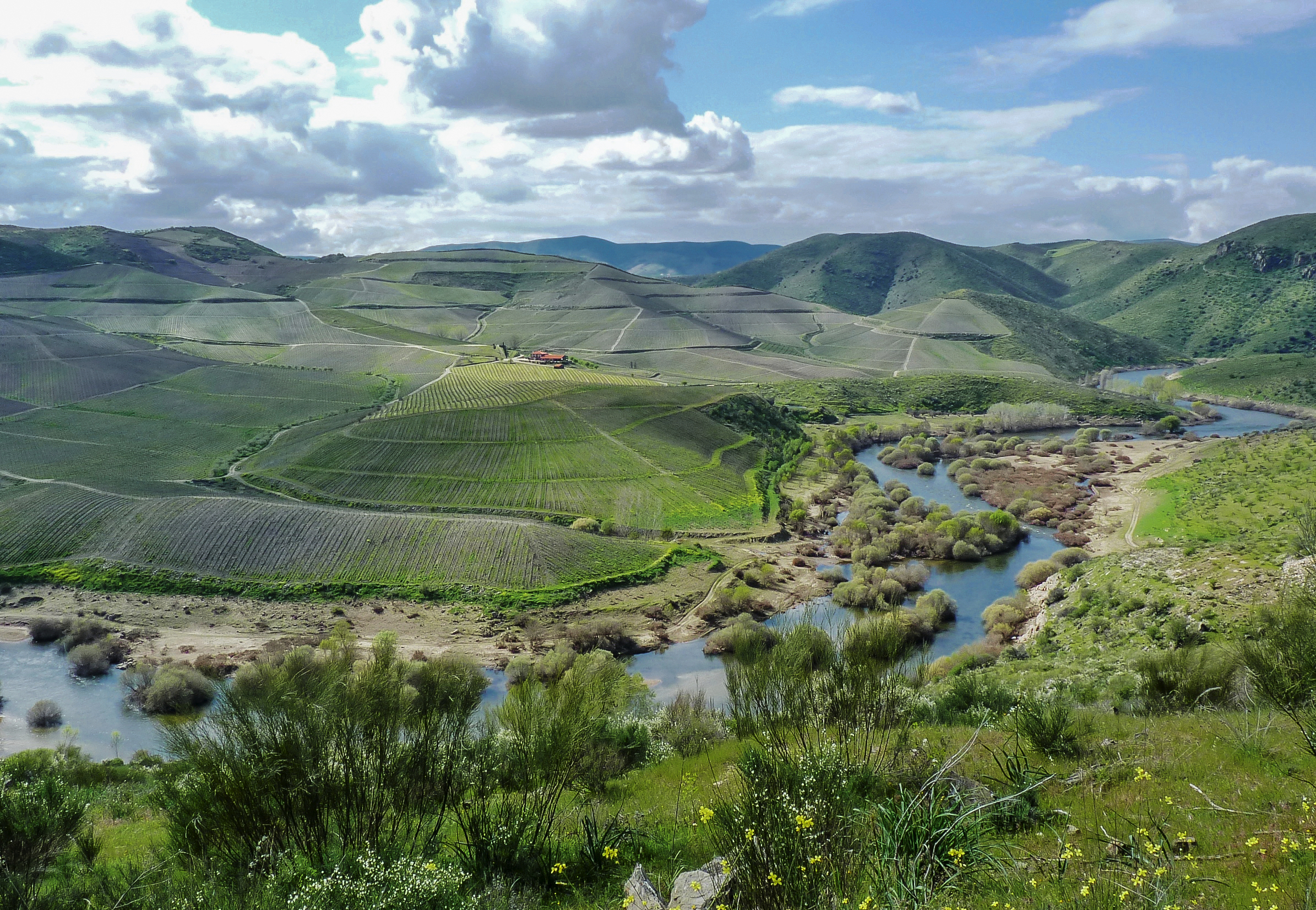
Vista del río Coa a su paso por el municipio de Vila Nova de Foz Côa.

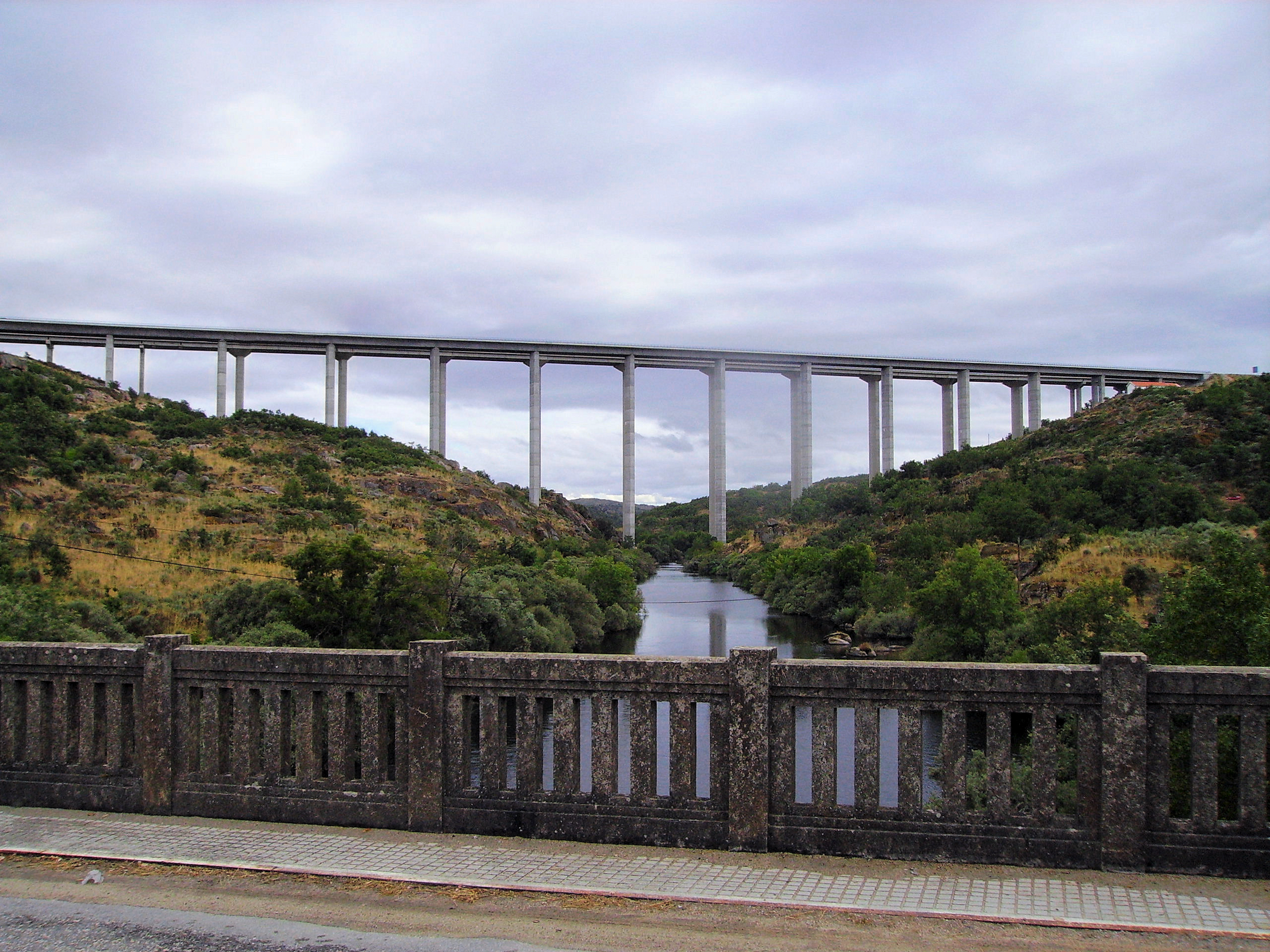
Viaducto de la A 25 sobre el río Coa, entre Guarda y Vilar Formoso.

Ribacoa, también conocida como Riba de Coa o Riba-Coa (en portugués Ribacôa o Riba-Côa), es una región histórica del norte de Portugal situada aproximadamente entre la margen derecha del río Coa y la margen izquierda del río Águeda.
Actualmente en la región están situados los concejos de Almeida, Figueira de Castelo Rodrigo, Pinhel, Sabugal y Vila Nova de Foz Côa, situados todos ellos en el distrito de Guarda de Beira Interior Norte. Algunos historiadores señalan que, al igual que la llamada Tierra de Ciudad Rodrigo, que está junto a ella pero en territorio español, es una zona olvidada «tanto histórica como geográficamente».

## Municipios
Dentro de la zona se sitúan los municipios de Almeida, Figueira de Castelo Rodrigo, Pinhel, Sabugal y Vila Nova de Foz Côa.

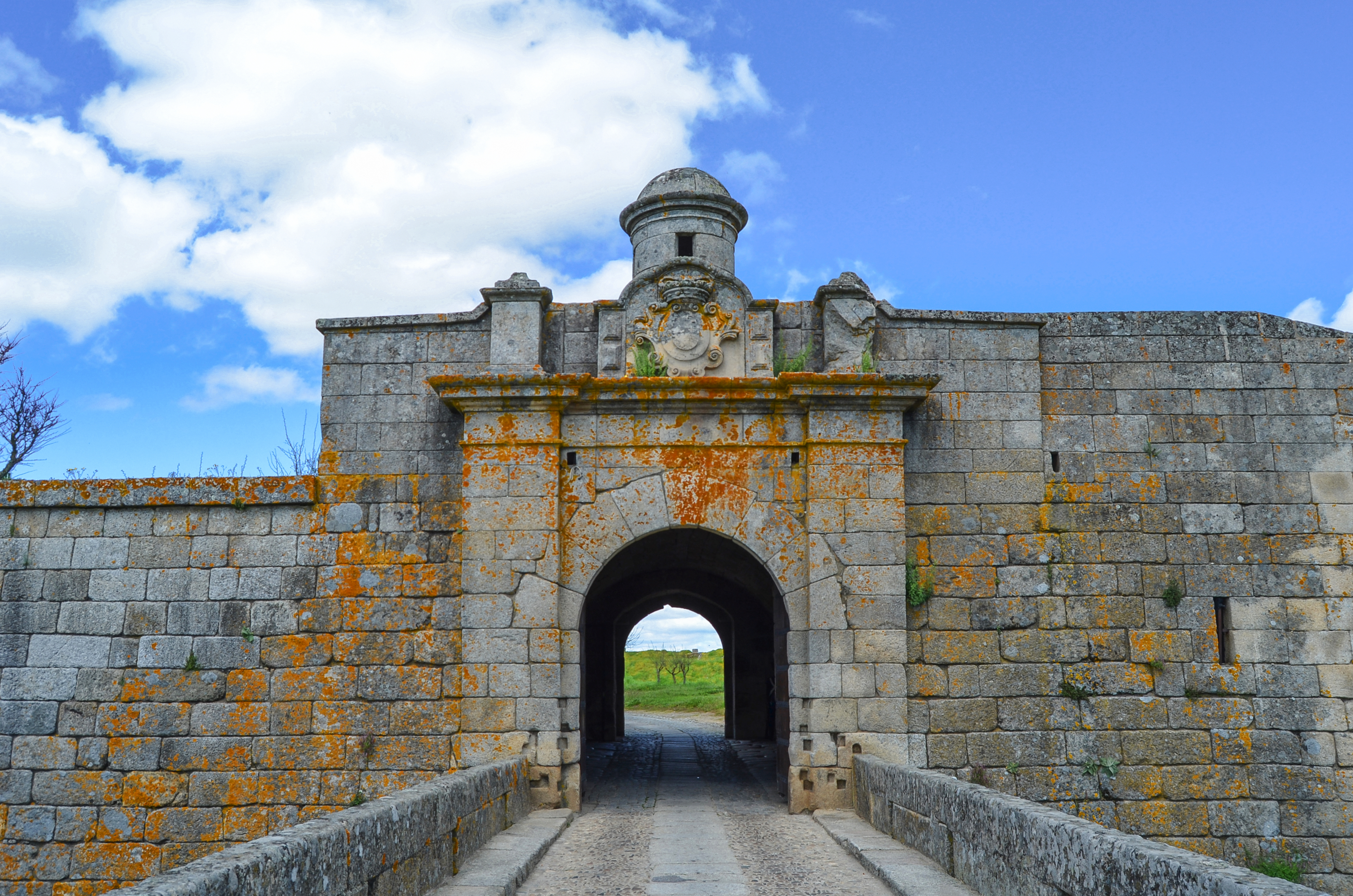
Almeida
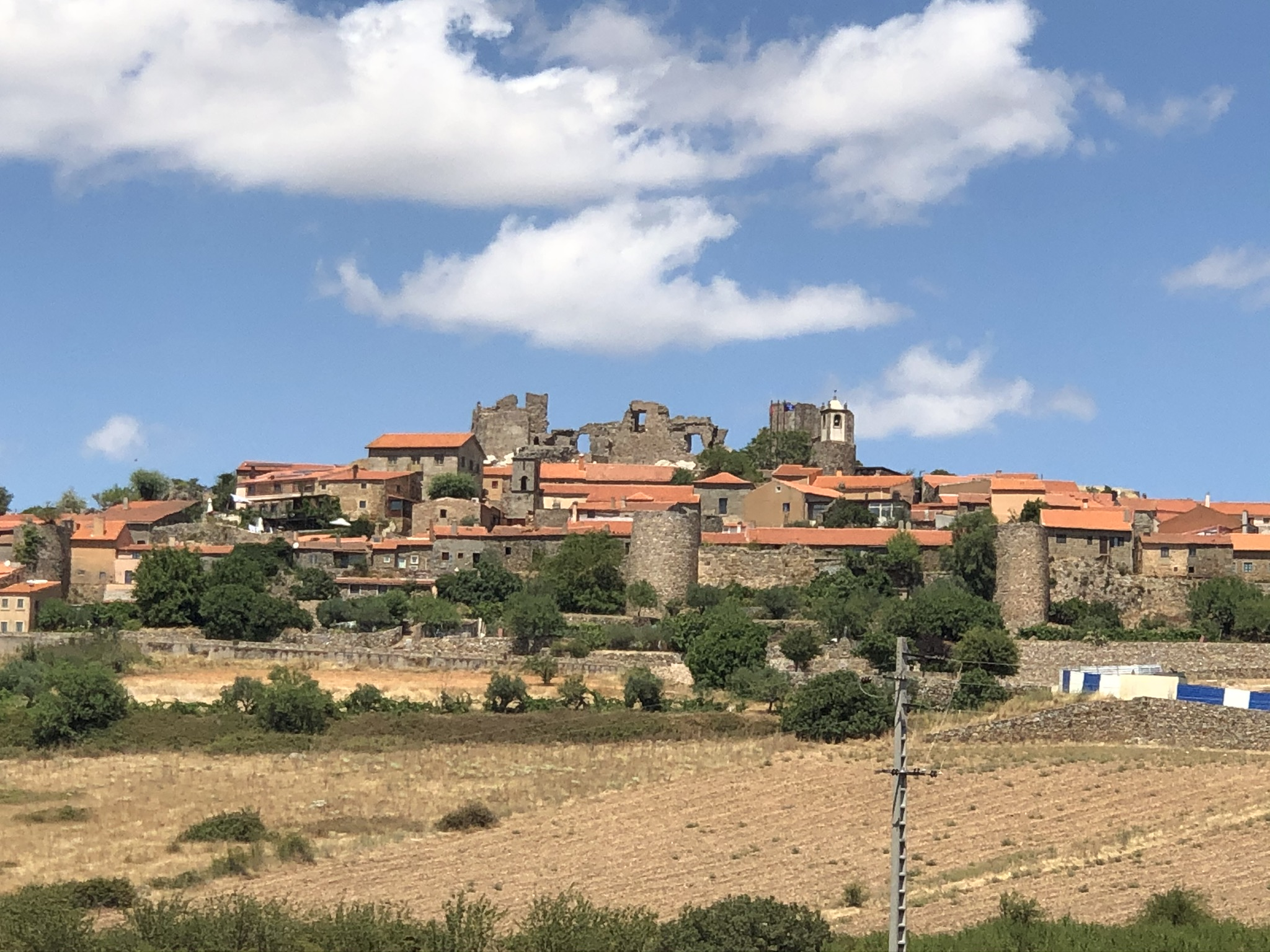
Figueira de Castelo Rodrigo
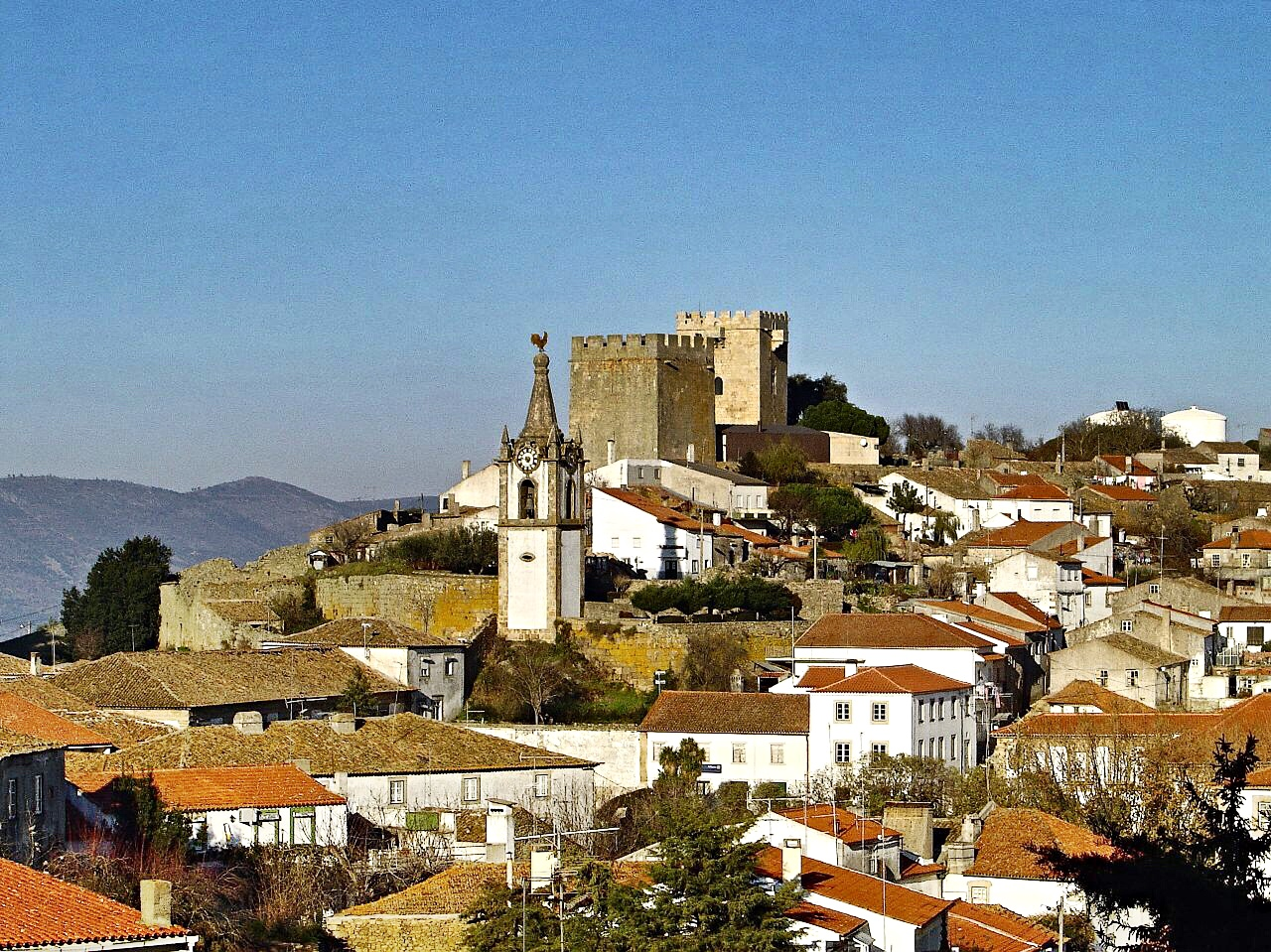
Pinhel
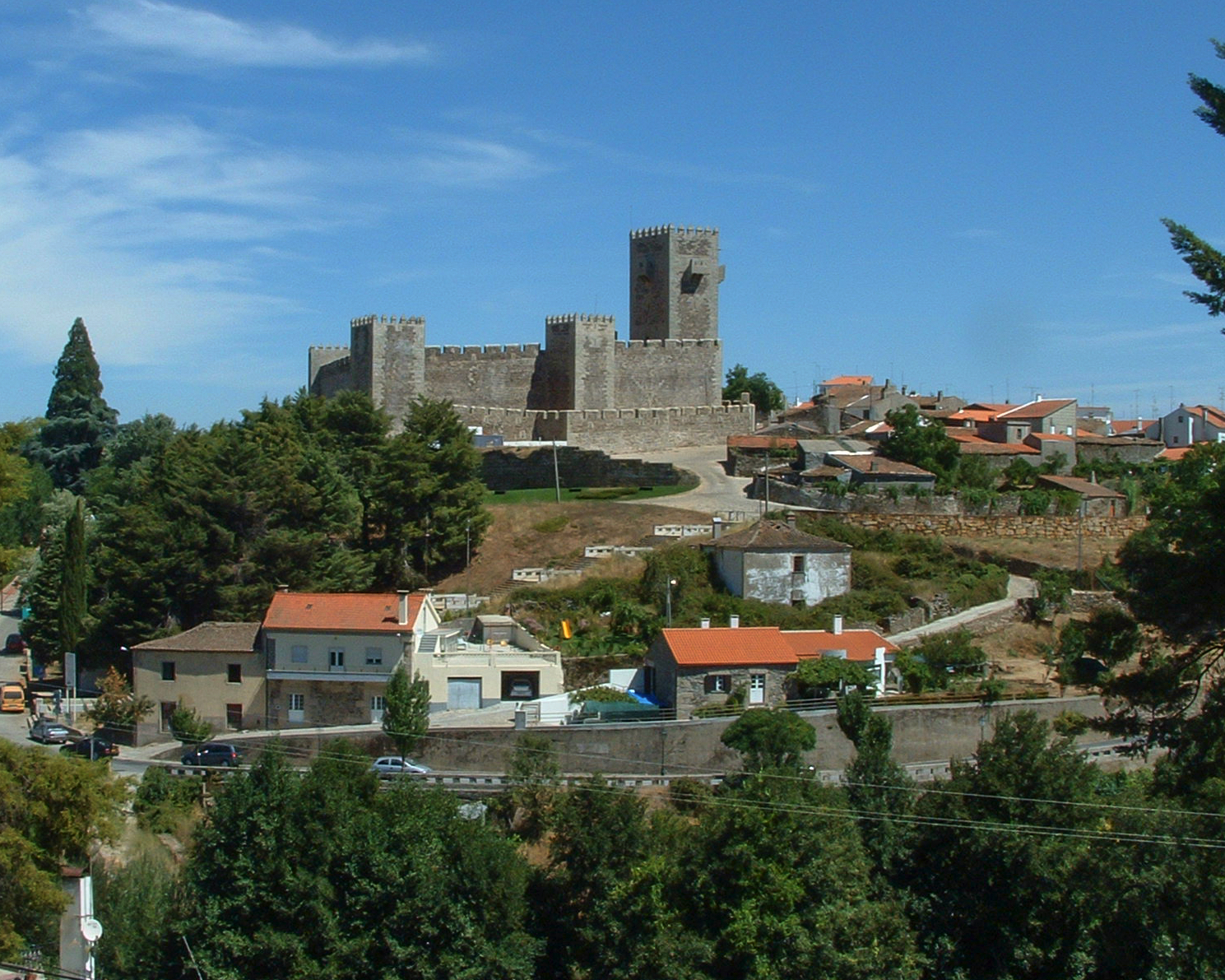
Sabugal
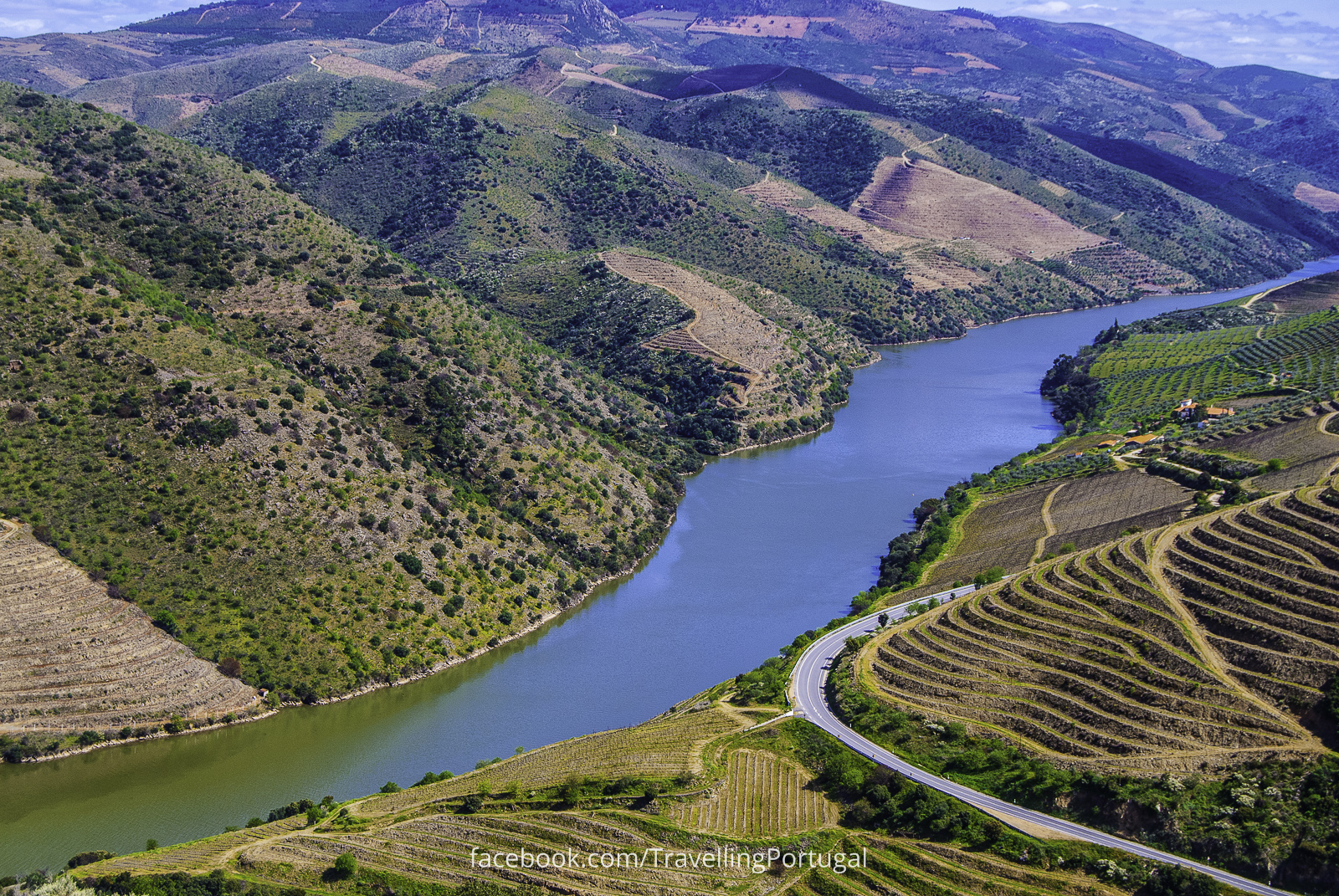
Vila Nova de Foz Côa

## Historia

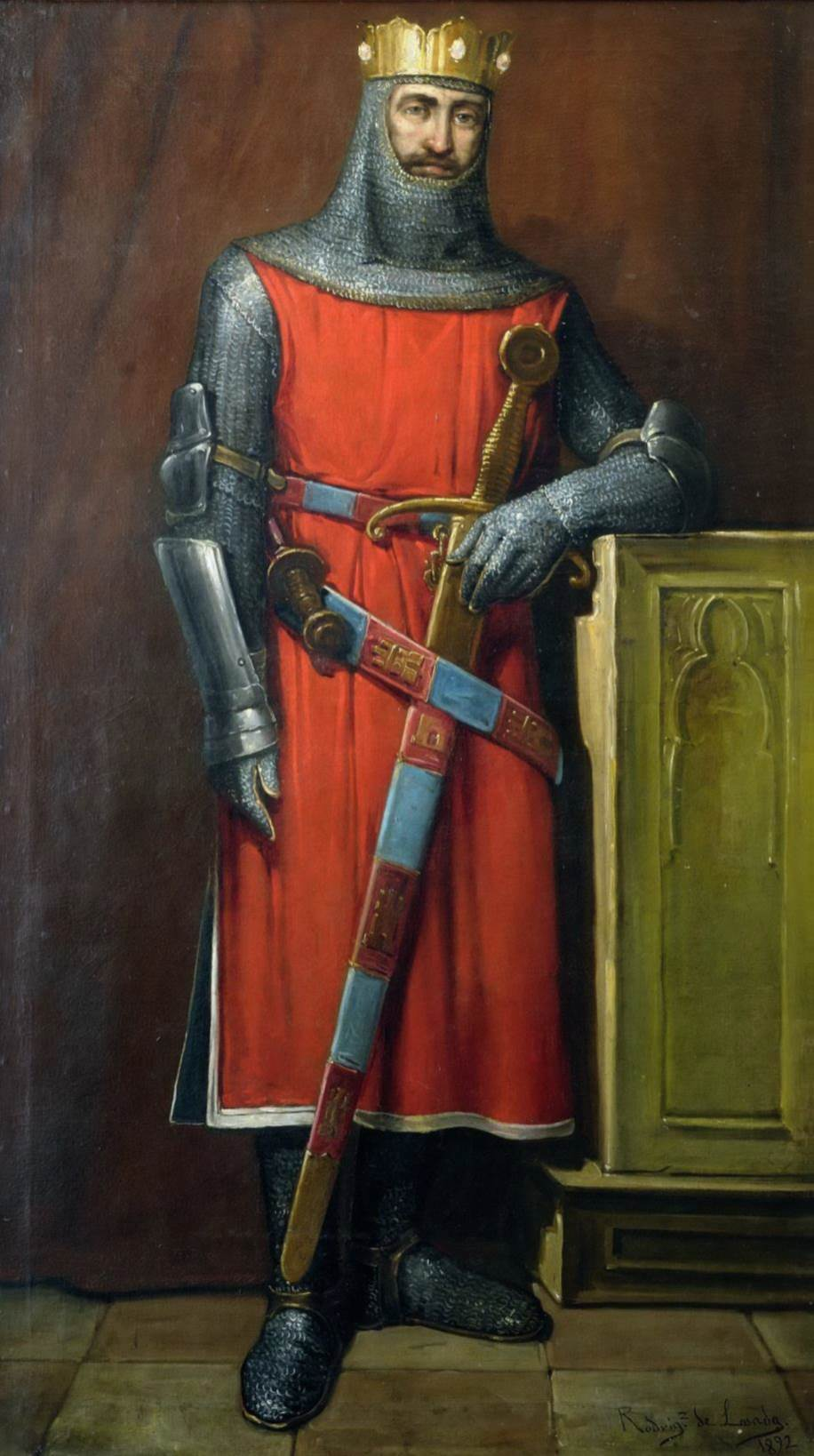
Retrato imaginario del rey Alfonso IX de León. José María Rodríguez de Losada. (Ayuntamiento de León).

La zona de Riba-Coa perteneció en la Edad Media al reino de León. Durante los siglos XII y XIII, esta zona fue un lugar de continuos enfrentamientos entre los reyes de León y Portugal. A finales del siglo XIII, los leoneses fundaron en esta zona las villas de Alfayates, Castelo Bom, Castelo Rodrigo y Castelo Melhor, que eran las más destacadas de la zona leonesa de la comarca de Riba-Coa y a las que el rey Alfonso IX de León les concedió fueros a lo largo de su reinado, aunque de algunos de ellos se desconoce la fecha exacta en la que fueron otorgados.
A finales del siglo XIII, toda la zona de Riba-Coa junto con otros señoríos cercanos, como los de Ledesma, Granadilla o Galisteo, pertenecieron al infante Pedro de, hijo del rey Alfonso X, ocurrida en 1283, todos sus bienes, incluyendo la zona de Riba-Coa, fueron heredados por su único hijo legítimo, Sancho el de la Paz, que falleció en 1312 sin dejar descendencia legítima.
Sin embargo, en 1296, aprovechando la anarquía existente en Castilla a causa de la minoría de edad de Fernando IV, el rey Dionisio I de Portugal invadió, y cuando se encontraba en Simancas fue informado en secreto de que las villas de Castelo Rodrigo, Sabugal y Alfaiates, que pertenecían a Sancho el de la Paz, le serían entregadas sin dificultad, y el monarca portugués se apresuró a ocuparlas y las conquistó sin encontrar resistencia, siendo todo ello relatado en la Crónica de Fernando IV:

É después que el rey de Portogal se partió destas compañas, é yéndose para su tierra, llegó a Castil Rodrigo, que la tenia D. Sancho, fijo del infante D. Pedro, é el dia que y llegó luego gelo dio el castillero, é otro dia fue á Alfayates é á Sabugal, que eran del señorio del rey, é que las tenia este D. Sancho, é dierongelas sin combatimiento ninguno, é asi ovo toda Rivadecoa fasta Cibdad Rodrigo. É este D. Sancho seyendo mozo pequeño é andava en poder de su madre, que avia nombre doña Margarida, que era de Narbona, é porque oviera vistas con este rey de Portogal ante quando entraba acá en la tierra, é ella traya la fasienda de su hijo en mal recaudo, é por esto se perdieron estos lugares; é quando la reyna Doña Maria supo en como el rey de Portogal avia cobrado estos lugares, tomó ende muy grand pesar porque se enajenavan en otro señorio. É desque vió que non tenia buenos defendedores, ovo de acuciar mas la fasienda del rey para yr contra estos enemigos tantos é tan fuertes que eran contra el rey para lo deseredar por tal de lo defender.

Tras apoderarse de Sabugal, Alfaiates y Castelo Rodrigo, y de toda la comarca de Riba-Coa, que pertenecían a Sancho de Castilla,, el rey de Portugal abandonó Castilla y regresó con su ejército a Portugal, lo que supuso, como señaló César González Mínguez, «un duro golpe» para los enemigos de Fernando IV, ya que ello supuso un alivio para Fernando IV y su madre, la reina María de Molina.
Pocos días antes de la firma del Tratado de Alcañices, el rey Fernando IV cedió a su primo Sancho y a su madre Margarita de Narbona, para compensarles por todo lo que habían perdido, las villas y castillos de Galisteo, Granadilla y Miranda del Castañar a cambio de las villas y fortalezas de Sabugal, Alfaiates, Vilar Mayor, Castelo Bom, Almeida, Castelo Rodrigo, Castelo Melhor y Monforte que estaban situadas en la comarca de Ribacoa y antes de pertenecer a Sancho de Castilla habían pertenecido a su padre, el infante Pedro. Y el historiador Humberto Baquero Moreno afirmó que con esa donación a Sancho de y a su madre los tutores del rey Fernando IV pretendían legitimar sus derechos sobre las tierras de la zona de Ribacoa que ya desde 1286 se encontraban en manos de Dionisio I de Portugal, ya que de ese modo podrían negociar con este último un tratado de paz.

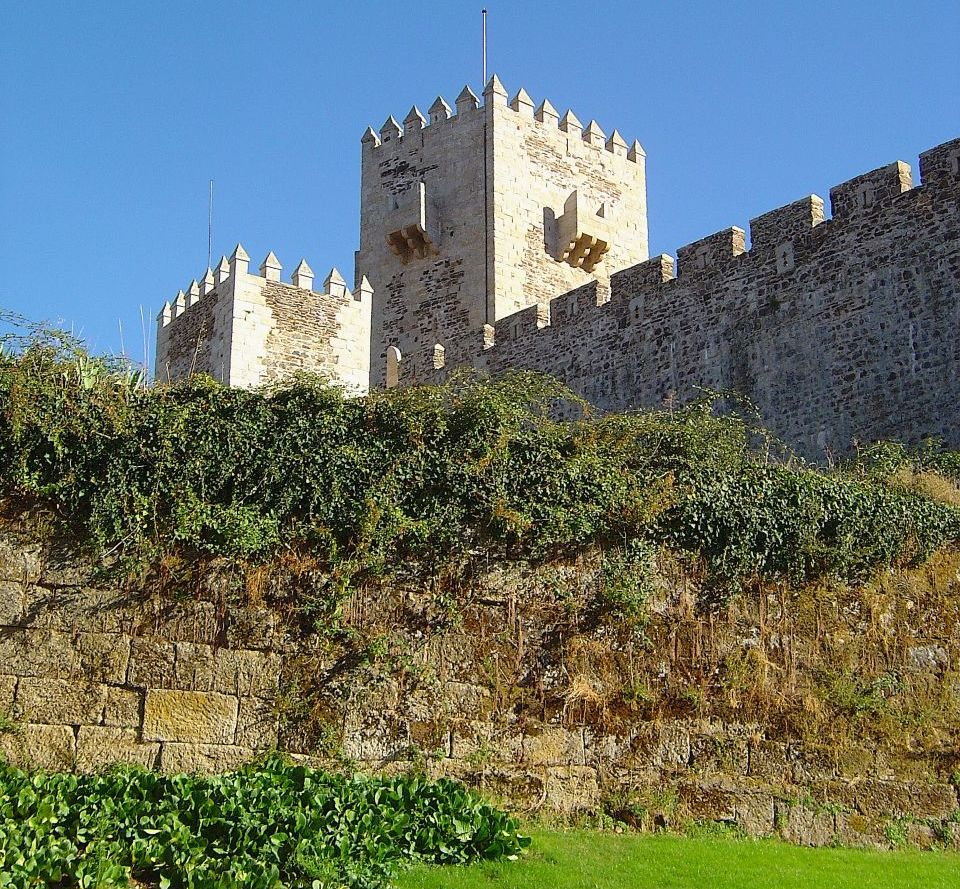
Castillo de Sabugal.

En opinión del historiador Manuel González Jiménez, las negociaciones que precedieron al Tratado de Alcañices, que fue rubricado por los reinos de Castilla y Portugal y sin contar con el reino de León, legítimo dueño de los territorios regalados por Castilla  el 12 de septiembre de 1297,, no debieron ser «demasiado complejas», debido entre otros factores, a que ya desde mediados de 1296 el monarca lusitano controlaba la comarca de Riba-Coa, lo cual facilitó en gran medida, según dicho historiador, las negociaciones entre castellanos y portugueses.
Con la firma del Tratado de Alcañices, que ha sido calificado por numerosos historiadores como un triunfo rotundo de los portugueses, las fronteras entre Portugal y Castilla quedaron firmemente establecidas,, y el rey Dionisio I de Portugal renunció a cualquier otra reclamación territorial en Castilla y recibió, entre otros, los lugares de Ouguela, Moura, San Felices de los Gallegos, Serpa, Olivenza, Campomayor, y todos los lugares de los que se había apoderado en la zona leonesa de Riba-Coa.
Desde que el rey Dionisio I de Portugal ocupó todas estas poblaciones de la comarca de Riba-Coa, procuró asegurar sus defensas y contentar a sus habitantes, y el 8 de noviembre de 1296, casi un año antes de la firma del Tratado de Alcañices, confirmó los fueros de las villas de Almeida, Castelo Rodrigo y Castelo Bom, y dos días más tarde confirmó los de Sabugal. Asimismo, en fechas posteriores confirmó los de Vilar Maior, Alfaiates y Castelo Melhor.

## Castillos de la zona

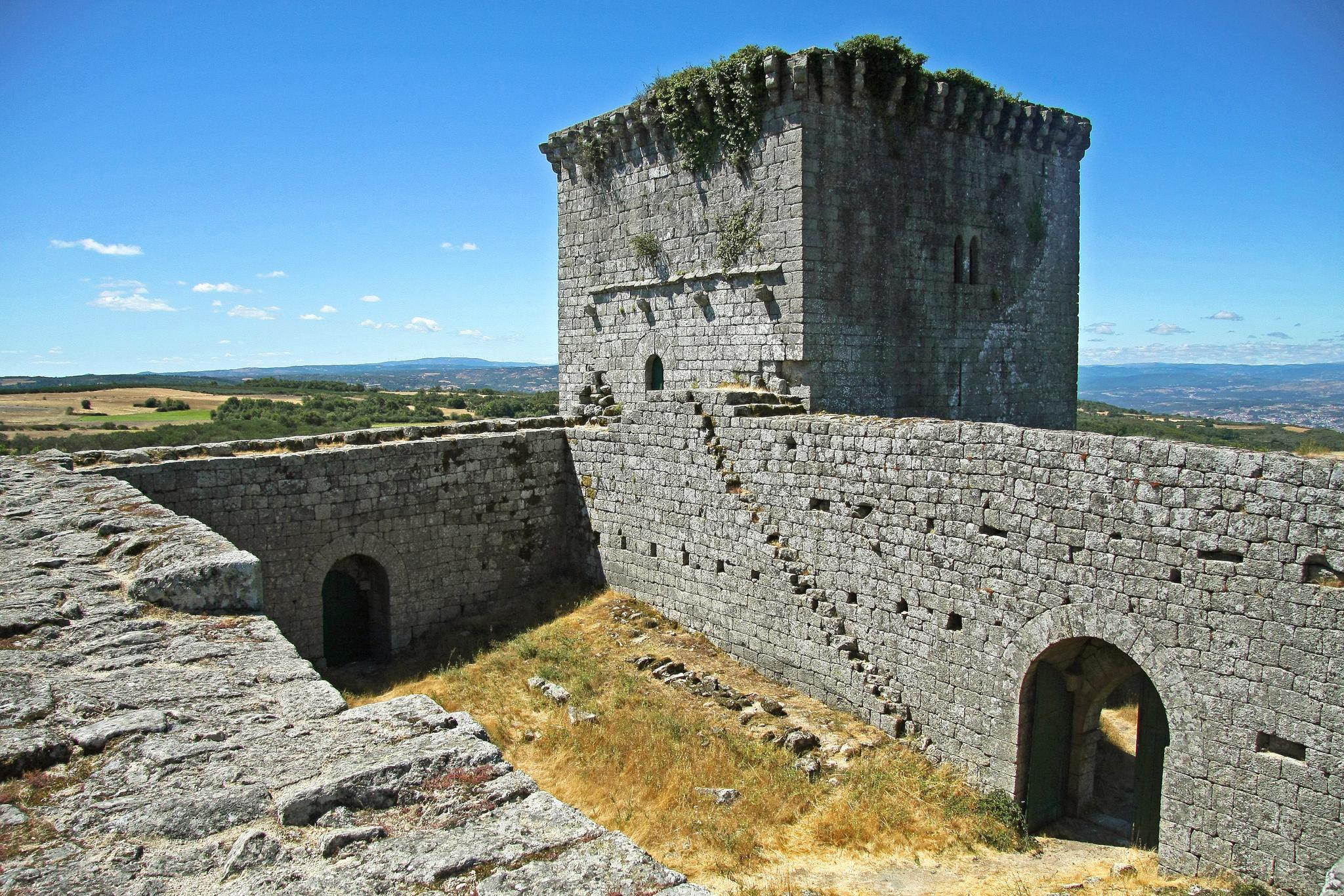
Castillo de Monforte de Rio Livre.

En la comarca de Riba-Coa destacan las siguientes fortalezas:
- Castillo de Alfayates
- Castillo de Almeida
- Castillo de Castelo Bom
- Castillo de Castelo Melhor
- Castillo de Castelo Mendo
- Castillo de Castelo Rodrigo
- Castelo de Monforte
- Castillo de Monforte de Rio Livre
- Castillo de Pinhel
- Castillo de Sabugal
- Castillo de Vilar Maior